# Жайсанбалык
«Жайсанбалык» (или «3айсанбалык») — крупнейшее на начало XX века предприятие по лову рыбы и выпуску рыбной продукции в Республике Казахстан. Основан в 1930 году.
Производство расположено в селе Тугыл (ранее посёлок Приозерный) Тарбагатайского района Восточно-Казахстанской области на берегу озера Зайсан (Жайсан).
В 1934 году был известен как трест рыбной промышленности, в 1959 году — Зайсанский рыбокомбинат.
В 1976 году рыбный комбинат был переименован в Зайсанское производственное объединение, с 1993 стал АО «Жайсанбалык».
В составе АО «Жайсанбалык»: Бухтарминский рыбный и Куршимский рыболовецкий заводы, Усть-Каменогорское прудовое хозяйство.
Лов рыбы ведется на Бухтарминском водохранилище, на озере Зайсан и Маркаколь и на реке Иртыш, где добываются сазан, судак, лещ, щука, окунь, налим, плотва, толстолобик и ускуч.
Куршимский рыболовецкий завод и Усть-Каменогорское прудовое хозяйство занимаются, помимо прочего, и обогащением природных рыбных запасов.